# Relacja dobrze ufundowana
Relacja dobrze ufundowana – relacja {\displaystyle >} (zwykle częściowy porządek), dla której nie istnieje nieskończony zstępujący ciąg {\displaystyle \;a_{1}>a_{2}>a_{3}...} (każdy element tego ciągu jest w tej relacji z następującym bezpośrednio po nim).

## Własności
- Jeśli relacja ma dowolny cykl, to nie jest dobrze ufundowana, ponieważ można wybierać po kolei elementy tego cyklu. Jeśli relacja jest skończona i nie ma cykli, to jest dobrze ufundowana.
- Dla nieskończonych relacji dobrze ufundowanych często można znaleźć dowolnie długą ścieżkę skończoną, na przykład dla porządku {\displaystyle >} na {\displaystyle \mathbb {N} } możemy wybrać dowolnie duży element początkowy i ciąg malejący o jeden (na przykład 10-elementowy: 9, 8, 7, 6, 5, 4, 3, 2, 1, 0).
- Relacja, która jest dobrze ufundowana i słabo konfluentna, jest silnie konfluentna.
- Relacja, która jest dobrze ufundowana i spełnia warunki porządku liniowego, jest dobrym porządkiem.